# Riu Oleniok

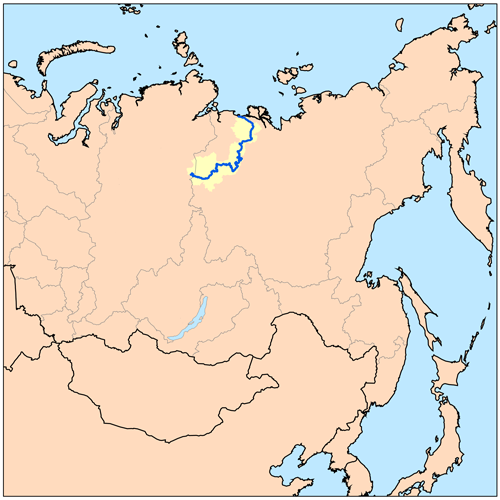
La conca de drenatge del riu Oleniok

El Riu Oleniok (rus: Оленёк, de vegades escrit com Оленек , Olenek; en idioma sakha: Өлөөн, Ölöön) és un riu, un dels més llargs de Rússia, al nord de Sibèria, situat a l'oest del riu Lena i a l'est del riu Anabar. Fa 2.292 km de llargada i es navegable en uns 92 km des de la desembocadura. L'abocament anual mitjà d'aigua és 1.210 m3/s. El seu principal afluent és el riu Arga-Sala.
El naixement del riu es troba al nord de l'Altiplà de Sibèria Central al krai de Krasnoiarsk, des d'on flueix al nord-est fins al poble d'Oleniok abans de buidar-se al Golf d'Oleniok.
Oleniok és conegut pels seus abundants peixos. Es congela durant més de vuit mesos cada any i el clima en la seva zona és dur a causa de la influència directa de l'Àrtida.
Dyangylakh o Dzhyangylakh (Ostrov Dyangylakh) és una gran illa plana del seu delta. Hi ha moltes illes més petites a la seva immediata zona, com Eppet a la vora oriental.

## Història
El 1633, Ivan Rebrov va arribar a l'Oleniok al delta de Lena i hi va construir un fort. El 1642-44 Rebrov i Fedot Alekseyev Popov van arribar al riu però van ser expulsats pels indígenes.
L'explorador de l'Àrtida rus i pioner Vasili Pronchishchev i la seva esposa Maria Pronchishcheva van morir d'escorbut en aquesta zona al setembre de 1736, mentre que cartografiaven les costes del mar Laptev. Després de la seva mort, el marit i la dona van ser enterrats a la desembocadura del riu Oleniok.
L'any 1956, el període Oleniokià del Triàsic va ser nomenat pels estrats de roca a la zona d'Oleniok.